# Campionati europei di winter triathlon del 2005
I Campionati europei di winter triathlon del 2005 (VIII edizione) si sono tenuti ad Freudenstadt in Germania.
Tra gli uomini ha vinto l'italiano Alessandro De Gasperi. Tra le donne ha trionfato per la quarta volta la tedesca Sigrid Lang..

## Risultati

### Élite uomini
| Pos. | Atleta                | Paese   | Totale  |
| ---- | --------------------- | ------- | ------- |
|      | Alessandro De Gasperi | Italia  | 1:29:12 |
|      | Nicolas Lebrun        | Francia | 1:29:13 |
|      | Victor Lobo           | Spagna  | 1:29:58 |

### Élite donne
| Pos. | Atleta                | Paese       | Totale   |
| ---- | --------------------- | ----------- | -------- |
|      | Sigrid Lang           | Germania    | 01:40:20 |
|      | Marianne Vlasveld     | Paesi Bassi | 01:43:21 |
|      | Camilla Hott Johansen | Norvegia    | 01:44:02 |